# 110P/Hartley
110P/Hartley 3, komet Jupiterove obitelji.